# The Iron Mask (Christian Death)
The Iron Mask è un album del gruppo goth rock Christian Death, pubblicato dalla etichetta discografica Cleopatra Records nel 1992.
È il primo della formazione statunitense del gruppo capeggiata da Rozz Williams, che si distingue da quella europea capeggiata da Valor Kand.
L'album è stato ristampato nel 2006.

## Tracce
1. Sleepwalk (Rozz Williams) - 2:16
2. Figurative Theatre (Ann Farina, Johnny Farina, Santo Farina, Williams) - 5:09
3. Deathwish (Rikk Angnew, George Belanger, James McGearty, Williams) - 2:44
4. Spiritual Cramp (Angnew, Williams) - 2:45
5. Desperate Hell (McGearty, Williams) - 3:46
6. Luxury of Tears (Stewart Copeland, Sting, Andy Summers, Williams) - 2:07
7. Cervix Couch (Williams) - 5:49
8. Skeleton Kiss - 5:32
9. Burnt Offerings [Death Mix] (Angnew, Williams) - 4:53
10. Resurrection - 6th Communion (Angnew, Williams) - 3:40